# Piyasvasti Amranand

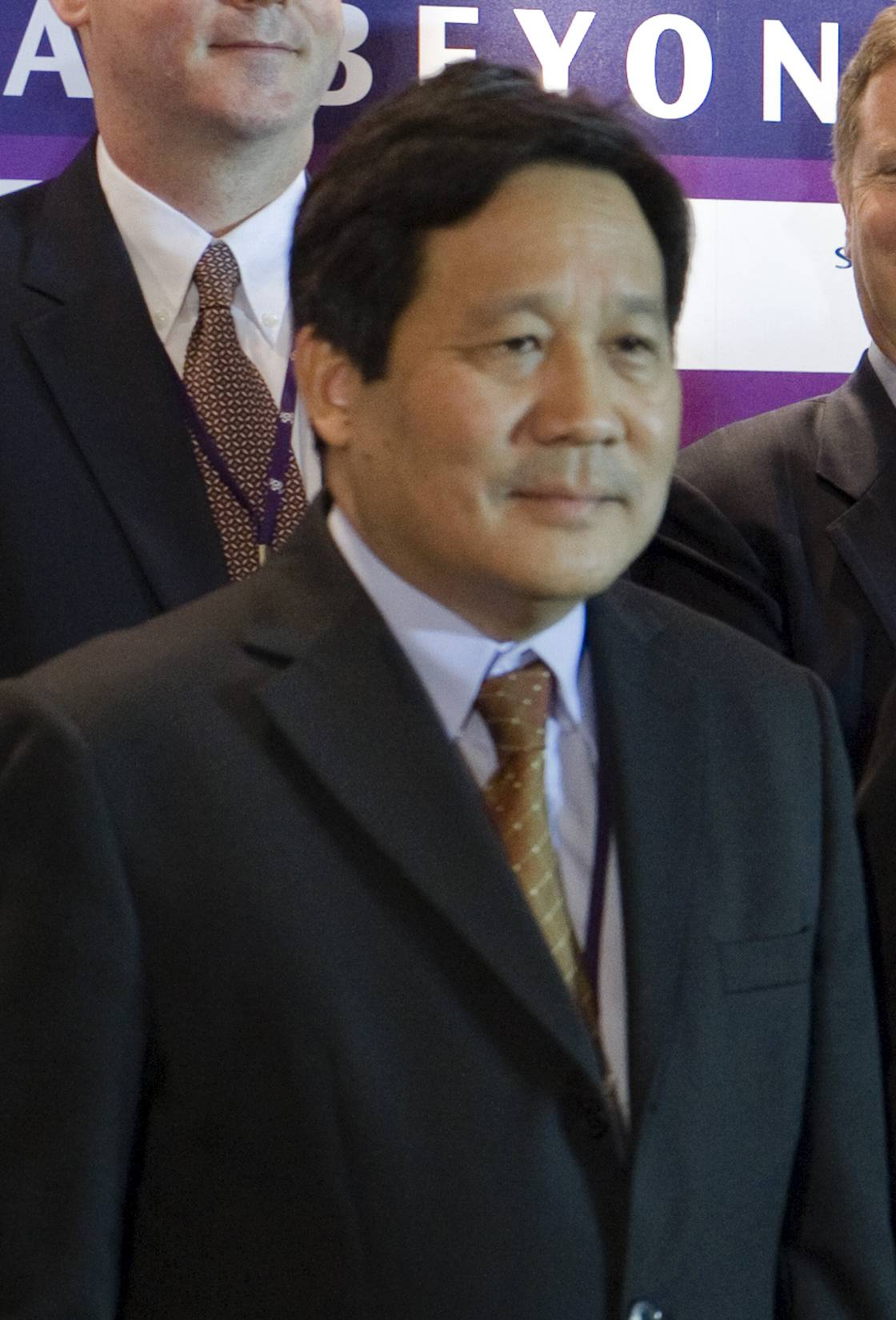
Piyasvasti Amranand

Piyasvasti Amranand, (11 de julio de 1953). Matemático, economista y político tailandés. Ministro de Energía en el gobierno interino de Tailandia en 2006.
Bachelor of Arts en Matemáticas por el Brasenose College de la Universidad de Oxford, Máster en Econometría y Matemáticas Económicas y Doctor en Economía por el London School of Economics. Desde el 30 de abril de 2001 hasta el golpe de Estado en Tailandia en 2006 fue Secretario General de la Comisión Nacional de la Energía. Fue nombrado miembro del gobierno de Surayud Chulanont como Ministro de Energía el 8 de octubre de 2006.